# Arne Johansen
Arne Leif Johansen (* 3. April 1927 in Oslo; † 25. Oktober 2013 in Ørland) war ein norwegischer Eisschnellläufer.
Johansen, der für den ASK aus Oslo startete, nahm von 1945 bis 1955 an nationalen Rennen teil und konnte sich für keine Mehreuropameisterschaft und Mehrkampfweltmeisterschaft qualifizieren. Nach Platz eins über 500 m bei den norwegischen Mehrkampfmeisterschaften 1952 qualifizierte er sich für diese Distanz für die Olympischen Winterspiele 1952 in Oslo, wo er mit einer Zeit von 44 Sekunden die Bronzemedaille gewinnen konnte. Nach seiner Karriere war er als Schiedsrichter im Eisschnelllauf tätig und zog nach seiner Pensionierung nach Ørland. Seine beste Platzierung bei norwegischen Mehrkampfmeisterschaften erreichte er im Jahr 1952 mit dem 13. Platz.

## Persönliche Bestleistungen
| Disziplin | Zeit        | Datum            | Ort         |
| --------- | ----------- | ---------------- | ----------- |
| 500 m     | 42,6 s      | 4. Februar 1954  | Davos       |
| 1000 m    | 1:34,3 min  | 4. März 1947     | Lillehammer |
| 1500 m    | 2:20,1 min  | 4. Februar 1954  | Davos       |
| 3000 m    | 5:12,5 min  | 30. Januar 1954  | Davos       |
| 5000 m    | 8:50,3 min  | 19. Januar 1952  | Oslo        |
| 10.000 m  | 18:30,9 min | 27. Februar 1954 | Hamar       |